# Брашпил
Брашпил (на нидерландски: Braadspil) е палубен механизъм лебедков тип, представляващ (в най-простия си вариант), хоризонтални колело и ос.
Използва се за вдигане на котвите и натягане на въжетата при швартовка (акостиране). Има хоризонтален вал, за разлика от шпила. Предназначен е за обслужване на котвените вериги и по двата борда. Брашпилите биват електромеханични, парни, хидравлични, ръчни.